# ピュア・ストレージ
ピュア・ストレージ (Pure Storage, Inc.、NYSE：PSTG)は、2009年創業、米国カリフォルニア州マウンテンビューに本社を置き、エンタープライズ・ストレージのハードウェア、ソフトウェア、およびソリューションを提供している。オールフラッシュ・ストレージにおいて最も成長している企業である。日本法人はピュア・ストレージ・ジャパン株式会社。
ガートナーのマジック・クアドラント2019年において、プライマリ・ストレージ部門のリーダーに位置づけられている。最近では同社の製品をサブスクリプション・モデルでサービスとして提供するPure as-a-Serviceへとビジネスモデルを拡大している。

## 製品の特長
Pure Storageが提供する次世代型プライマリ・ストレージ製品は、全てのストレージをフラッシュメモリで構成。かつては高価であったフラッシュ・ストレージを、同社は汎用的なハードウェアを採用することでHDDベースのストレージと同等の価格で提供することに成功している。また、同社の製品は、低遅延、高速I/O処理、独自のデータ削減機能による高容量効率、モジュール型アーキテクチャによる耐障害性、同社の最大の特長である高可用性（保守時間を含めた稼働率99.9999%以上）を実現している。
データの活用によるビジネス変革が加速するにつれ、オールフラッシュ・ストレージは、その高速性・高性能性により特殊な企業やユースケースに導入されるだけでなく、信頼性や拡張性、経済性の高さを重視するより一般的な企業による需要が高まっており、容量を最適化して価格を抑えた製品も展開している。

## 主な製品
FlashArray
FlashArrayは、FC、iSCSIプロトコルに対応したブロックベースのオールフラッシュ・アレイ・ストレージである。ハードウェア上では"Purity"と呼ばれるストレージOSが動作しており、このPurityが高度なデータ削減率、低遅延、無停止アップグレード等において重要な役割を果たしている。エントリーレベルのFlashArray//X10から、性能重視のデータベース向けFlashArray//X90、ティア2ワークロード向けの容量重視で低価格のFlashArray//Cを含む、多様なニーズに対応する製品ラインナップがある。
FlashBlade
FlashBladeは、数ペタバイトの容量、非構造化データおよび混合ワークロードへの対応、数千のクライアントからのアクセスの許容を可能にする、ファイル/オブジェクト・ストレージである。FlashBladeにデータを統合することで、従来のバックアップ・アプライアンスやデータ・レイクなどで構成される複雑なデータサイロが不要となり、インフラの簡素化・高速化が実現する。
Evergreen Storage
Evergreen Storageは、オンプレミスの購入モデルに継続的なアップグレードを可能にするサブスクリプションを組み合わせた所有モデルである。従来の老朽化更新に伴う多額の費用やサービス停止を解消する。機能、性能、容量、密度を必要に応じてアップグレードすることが可能で、データ移行は不要、アップグレード時も99.9999%の可用性が提供される。一律の保守料金でコントローラのアップグレードも可能となっている。
Portworx
同社は2021年にPortworx社を買収した。Portworxは、Kubernatesベースのコンテナデータ管理ソリューションを提供しているソフトウェアベンダーである。ステートフルなコンテナデータ管理とSoftware Defind Storageの双方で、Gigaom社でLeaderという高評価を得ている。これにより、ピュア・ストレージ配下でPortworx 製品が、永続ストレージ、データ保護、ディザスタ・リカバリ、データ・セキュリティ、クロスクラウド、データ移行のための統合ソリューションを提供し、Kubernetes上で実行するアプリケーションの自動容量管理を可能にすることが可能となる。

## 現CEOおよび創業者
会長兼CEOはCharles Giancarlo（チャーリー・ジャンカルロ）。同職就任以前は、シルバーレイク・パートナーズにおいてマネージング・ディレクターを含む複数の職責を務め、また、シスコ・システムズにおいて代表取締役副社長を含む上級管理職を歴任した。工学学士・修士号、経営管理修士号を有し、現在は、ブラウン大学の理事、カリフォルニア大学バークレー校工学部のアドバイザーを兼任している。
共同創業者兼CTOはJohn Colgrove（ジョン・”コズ”・コルグローブ）。Veritas Softwareの創設エンジニアの1人であり、同社は2005年にシマンテックと合併。シマンテックには20年間在職し、最終的にデータセンター管理グループのフェロー兼最高技術責任者に就任。理学士号を有し、コンピュータ・システムおよび高信頼性データ・ストレージ設計の分野で170以上の特許を取得している。もう一人の共同創業者はJohn Hayes（ジョン・ヘイズ）。

## 主な受賞歴
2012年
- Wall Street Journal 2012 Technology Innovation Awardsで銀賞を受賞
- 2012年5月、CRN Magazineによって10の「注目の新興企業」の1つに選出

2017年
- Storage Magazine and SearchStorage's 2017 Products of the Year：ストレージ・アレイ部門で銀賞を受賞
- IDC MarketScape 2017：オールフラッシュ・アレイのリーダーに選出
- GEC Awards 2017：中東におけるプレミア・ストレージ・ベンダーに選出

2018年
- ガートナー「マジック・クアドラント」2018年：ソリッド・ステート・アレイ部門のリーダーに選出（5年連続）
- SearchStorage Best Data Storage Products 2018：Storage Magazine誌とSearchStorage.comが選出するストレージ・アレイ部門の優秀製品として銀賞を受賞
- 2018 Channelnomics Innovation Awards：革新的なAI製品に贈られる「Artificial Intelligence Innovation Award」を受賞
- 2018 CRN Channel Awards：優れたデータセンター・ベンダーに贈られる「Channel Awards for Datacentre Vendor of the Year」を受賞

2019年
- Storage Awards XVI：「Storage Performance Optimisation Product of the Year」を受賞
- Storage Awards XVI：「Flash/SSD Storage Vendor of the Year」を受賞
- UK Cloud Awards：「Best Data Management Product or Service」を受賞